# Питчфорд, Лонни
Лонни Питчфорд (англ. Lonnie Pitchford; 8 октября 1955, Лексингтон, Миссисипи, США — 8 ноября 1998, там же) — американский блюзовый мультиинструменталист, вокалист и автор песен; также мастер музыкальных инструментов. Номинант Blues Music Awards в номинациях «Блюзовый инструменталист — иной» (1991, 1995, 1996), уникальный случай номинации за игру на диддли-боу; «Исполнитель акустического блюза» (1996), «Кантри/акустический блюзовый альбом» (1995) . Один из крайне немногих музыкантов, выступавших и записывающихся с диддли-боу.

## Биография
Лонни Питчфорд родился в Лексингтоне, Мисссисипи. Его мать пела, а отец играл на гитаре . С детства, как и многие дети, учился играть на диддли-боу, музыкального инструмента, представляющего собой проволоку, присоединённую к двум вбитым в поверхность гвоздям, и натянутую поверх стеклянной бутылки; поверхность в которую вбиты гвозди может быть как специально изготовленной для инструмента, так и нет: Лонни Питчфорд в детстве играл на диддли-боу прибитом к стене или крыльцу. С 12 лет пел в церковном хоре.
Лонни Питчфорд как музыкант развивался под опекой Юджина Пауэлла, который в своё время играл с Mississippi Sheiks и прежде всего, Роберта Локвуда, который передал ему стиль Роберта Джонсона. В 1974 году Лонни Питчфорд был открыт фольклористами Смитсоновского университета, и в одночасье стал неким чудом, так как обнаружилась его способность воплощать в жизнь материал Роберта Джонсона . Это случилась на Смитсоновском фестивале американской фольклорной музыки .  Как вспоминал музыкант: «В 1970-х меня пригласили в Вашингтон, чтобы сыграть на диддли-боу на сцене Смитсоновского института…Мне потребовалась целая неделя, чтобы понять, как я собираюсь уместить целый дом [на сцене] и я наконец придумал решение — просто оторвать доску от дома». Закрепив провод, Питчфорд просунул под него банку с табаком, отметив, что эта идея его бабушки, которая раньше хранила для него свои банки . Лонни Питчфорд часто делал музыкальные инструменты на сцене во время выступления . 
С подросткового возраста Лонни Питчфорд, освоивший несколько музыкальных инструментов, играл во многих группах в Миссисипи. С того же времени он постоянно работал плотником, прерываясь на выступления, гастроли и участие в фестивалях. В 1970—1980 Питчфорд жил в Канзас-Сити, Лексингтоне, Чикаго и Каламазу, пока не переехал в Кларксдейл. В 1980 году песни в его исполнении входили в состав антологий дельта-блюза Living Country Blues USA, Living Country Blues USA Vol. 7 Afro American Blues Roots, Living Country Blues USA Vol. 9 Mississippi Moan и Living Country Blues USA Vol. 10 Country Boogie выпущенных в Германии. Некоторое время Питчфорд выступал в сопровождении Джонни Шайнса и Роберта Локвуда. Также несколько его песен вышли в 1984 году на записи концерта American Folk Blues Festival Live '83. В 1990-1991 годах состоялись его большие гастроли по Австралии, Европе и Соединенным Штатам. В 1992 году две песни музыканта вошли в саундтрек фильма Deep Blues. Его собственный дебютный и единственный альбом All Round Man был выпущен на Rooster Blues Records в 1994 году. В 1996 году записал партию слайд-гитары в альбоме Джона Мелленкампа Mr. Happy Go Lucky
В ноябре 1998 году Лонни Питчфорд умер в своём доме в Лексингтоне от пневмонии, вызванной СПИДом , оставив после себя жену и дочь от предыдущих отношений. Похоронен на Newport Community Cemetery рядом с могилой Элмора Джеймса. Памятник на могиле с выгравированным диддли-боу оплатил Джон Фогерти и Rooster Blues Records
The New York Times: «Используя десятицентовик в качестве слайда, он играл тянущие, стенающие блюзовые строки. Он также играл на гитаре и иногда на фортепиано, исполняя классический дельта-блюз задумчивым, зачарованным голосом» .

## Дискография
- 1994 All Around Man (Rooster Blues Records)